# قطعنامه ۱۱۲۵ شورای امنیت
قطعنامه ۱۱۲۵ شورای امنیت سازمان ملل متحد که در تاریخ ۰۶ اوت ۱۹۹۷ تصویب شد، سندی بین‌المللی دربارهٔ بررسی وضعیت در جمهوری آفریقای مرکزی است. این قطعنامه طی نشست ۳۸۰۸ام با ۱۵ رای موافق، ۰ مخالف و ۰ ممتنع تصویب شد.